# Antoni Grabowski
Antoni Grabowski (11. června 1857 Nowe Dobre – 4. července 1921 Varšava) byl polský inženýr chemie, polyglot, který znal 30 jazyků, a raný propagátor esperanta. Grabowski je autor řady vědeckých a technických děl. Jeho hlavním dílem je překlad nejznámějšího díla Adama Mickiewicze Pan Tadeusz do esperanta (Sinjoro Tadeo). Jeho prvním překladem do esperanta byla povídka Sněžná bouře od Alexandra Sergejeviče Puškina.

## Dílo
Slavná je Grabowského mezinárodní antologie básní El Parnaso de Popoloj obsahující 110 překladů básní z 30 jazyků. Grabowski je nazýván otcem esperantské poezie, pro svůj překlad eposu Sinjoro Tadeo (Pan Tadeáš), v kterém vyvrcholilo jeho překladatelské umění. Jako první začal široce užívat všech možností esperantské struktury a mluvnice, zavedl bezprostřední tvoření sloves z podstatných a přídavných jmen a zavedl mnohé vhodné a šťastně vybrané novotvary, tzv. neologismy. Je také autorem slovníku Granda Vortaro Pola-Esperanta kaj Esperanta-Pola. Původních básní není mnoho, ale je mezi nimi například báseň La Tagiĝo, téměř druhá hymna esperantistů, Reveno de l'Filo a Sur unu kordo.

### Překlady do esperanta
- La gefratoj od Johanna Wolfganga Goetha
- Ŝi, la tria od Henryka Sienkiewicze
- Pekoj de l'Infaneco od Bolesława Prusa
- Mazepa, En Svisujo a Patro de Pestuloj od Juliusze Słowackého
- Halka, opera Stanisława Moniuszka

### Další závažná díla
- Postrikolto
- Elektitaj Vetsaĵoj
- Nova Antologio
- La Liro de la Esperantistoj
- Libro de Profetoj